# Pencak Silat
Pencak Silat (talvolta scritto Pentjak Silat o foneticamente Penchak Silat) è un termine ombrello che include numerosi sistemi tradizionali di arti marziali originari dell’arcipelago indonesiano. Comprende tecniche di striking, grappling, proiezioni e uso di armi tradizionali. Ogni parte del corpo viene usata sia nell'attacco che nella difesa.

## Storia
Le prime tracce strutturate del Pencak Silat risalgono al VI secolo nella regione Minangkabau, Sumatra occidentale. Nei secoli, differenti scuole regionali hanno sviluppato stili caratteristici, molti legati a particolari etnie, territori e strategie locali.
Nel 1948 venne adottato ufficialmente il termine «Pencak Silat» in Indonesia con la fondazione dell'Associazione IPSI, unificando diverse correnti sotto un’identità nazionale. Negli anni '70–'80, il Pencak Silat iniziò a diffondersi al di fuori dell'Indonesia, grazie ai legami coloniali con Olanda e contatti internazionali.
Nel 2019 l'UNESCO ha riconosciuto il Pencak Silat come Patrimonio Immateriale dell'Umanità («Masterpiece of the Oral and Intangible Heritage of Humanity»).

## Principi tecnici
- Approccio full-body: utilizzo integrale di braccia, gambe, torso, leve articolari e armi[7].
- Striking e difesa con pugni, calci, gomiti e ginocchia.
- Grappling e proiezioni ispirate a contesti ravvicinati.
- Uso di armi tradizionali: ad esempio toya (bastone), golok (machete), kris (pugnale), kerambit[8].
- Olah Raga, Bela Diri, Seni, Mental-Spiritual: i quattro aspetti chiave dell'arte, con enfasi su combattimento, estetica, forma e spiritualità[9].

## Organizzazione internazionale
La International Pencak Silat Federation (IPSF o PERSILAT), fondata l'11 marzo 1980 a Giacarta, è l'organizzazione internazionale riconosciuta per la disciplina. Il Pencak Silat è disciplina ufficiale ai Giochi del Sud-est asiatico (SEA Games) e ai Giochi Asiatici dal 2018.

## Presenza contemporanea
Oggi il Pencak Silat è praticato in Indonesia e in tutto il Sud-est asiatico, e sta guadagnando popolarità in Europa e USA grazie a scuole internazionali come il Naga Kuning Institute, che promuove il sistema tradizionale attraverso seminari, corsi e formazione avanzata.